# Карпенко Олександр Миколайович
Олександр Миколайович Карпенко (нар. 13 жовтня 1961, Черкаси, УРСР) — російський поет і прозаїк українського походження, композитор, виконавець пісень, перекладач, телеведучий. Учасник Афганської війни Член Союзу письменників Росії, Південноросійського Союзу письменників та Союзу Письменників XXI століття. Учасник літературного об'єднання ДООС. Член Російського відділення Міжнародного ПЕН-клубу.

## Біографія

### Ранні роки
Закінчив спецшколу з викладанням низки предметів англійською мовою, музичну школу за класом фортепіано. Складати вірші та пісні Олександр почав, ще будучи школярем. Спочатку це були переробки відомих пісень — часто Володимира Висоцького — з новим текстом, як правило, про спорт. Олександр до цього заняття спочатку серйозно не ставився, але в міру дорослішання у нього стали з'являтися і більш продумані, вже цілком самостійні речі, а до дев'ятнадцяти років він навіть написав цілу поему про Сірано де Бержерака.
У 1980 році вступив на річні курси до Військового інституту іноземних мов, вивчав мову дарі. Після закінчення курсів отримав розподіл до Афганістану військовим перекладачем.

### Афганістан
Олександр почав працювати військовим перекладачем (на місцевій мові «тарджоманом») у Кабулі із серпня 1981 року. Було визначено в десантну групу урядових військ. Він мав пересуватися разом із групою, хоча участі у бойових операціях для перекладача не передбачалося. До його обов'язків входило, наприклад, отримання оперативної інформації з рації та переведення її для військового радника. Афганці говорили, як правило, дуже швидко, і Олександр відчував, що одного року навчання мови явно замало для роботи. У переговорах йому регулярно доводилося перепитувати та просити говорити повільніше, це часто викликало роздратування афганців, а іноді й радянських військових радників. В Афганістані був великий вибір книг російською мовою, і Олександр багато читав, коли ефір замовк і роботи не було, як поезію (Валерій Брюсов), так і прозу (Сомерсет Моем — у похідних умовах). Продовжував Олександр і твір своїх віршів. Вже на другий день перебування в Кабулі він написав вірш «Машина часу», під якою мав на увазі літак DC-10, що доставив його у світ війни: «Я взлетел в родном, двадцатом веке / Грохнулся в четырнадцатый век!» 
Незабаром після початку роботи в Афганістані, 6 листопада, сталася подія, яка розділила життя Олександра Карпенка на «до» та «після». Бронетранспортер, в якому він їхав із групою супроводу в колоні з продовольством, підірвався на міні за 50 кілометрів від Кабула.

Ми йшли в колоні четвертою машиною. Того дня я був таким, що не виспався, сидів, кумарв, потім все зникло. Мені сильно повезло. По-перше, сидів досить близько від люка, відразу за командирським сидінням, над яким, - люк. БТР - взагалі складна машина, там багато люків, але, якщо ти від нього далеко. Мене все ж витягнули. А тих двох, які сиділи за мною, далі від люка, - не витягнули, там суцільний вогонь був, неможливо було витягнути. Спочатку, усі, хто був в машині, втратили свідомість, - сильний удар знизу, сам вибух міни, а потім стала горіти солярка, рвався боєкомплект. Вже потім, при операції на легенях, звідти витягнули багато чаду, усе це потрапило в легені. Але мене все ж витягнули звідти і (знову везіння!) кинули в одязі, що горів, в рідоту рисового поля, потім зав'язалася перестрілка. На мені горів одяг, черевики згоріли зовсім, штани, волосся. Обличчя? Там вогонь сильний був, мабуть, коли боєзапас став рватися...
— Олександр Карпенко
Крім найсильніших опіків і контузії, в Олександра були перебиті в декількох місцях обидві ноги, але він дивом вижив, провівши у військових шпиталях три роки, після чого в 1984 демобілізувався за станом здоров'я в званні старшого лейтенанта. За службу Олександра було нагороджено орденом Червоної Зірки, афганським орденом Зірки 3-го ступеня, медалями, почесними знаками. Згодом Олександра нагороджено за військову доблесть орденом «За заслуги» (РСВА, 2016), а також орденом Святителя Миколи Чудотворця (2017). Те, що сталося в Афганістані, наклало глибокий відбиток на всю подальшу творчість Олександра Карпенка.

### Після демобілізації
Після демобілізації, в 1984 році, Олександр вступив до московського Літературного інституту імені А. М. Горького, тоді ж почав публікуватися в товстих журналах. Інститут закінчив 1989-го, цього ж року вийшла перша поетична збірка «Розмови зі смертю». Збірку було висунуто видавництвом «Молода гвардія» на здобуття премії Ленінського комсомолу в галузі літератури та мистецтва, проте премію не одержав. Потім були книги: «Сонце в осколках» (1990); «Третя сторона медалі» (1991); «Атлантида в небі» (1997); «Об'явлення самотності» (2000); «Священик слова» (2005).
1991 року фірмою «Мелодія» було випущено диск-гігант віршів Олександра Карпенка, також ним було записано три магнітоальбоми пісень — «Чекати і жити», «Саламандри не горять у вогні» та «Дві Правди».
Першим його співавтором був відомий композитор Володимир Мигуля.
Олександр Карпенко знявся у кількох художніх та документальних фільмах, неодноразово брав участь у передачах на телебаченні. Постійний учасник фестивалів солдатської пісні, гастролював із концертами по Росії та Америці. Працює в різних літературних і пісенних жанрах, співпрацює з виконавцями пісень на свої вірші, зокрема зі співачкою Іриною Шведовою. Був одружений зі співачкою Ольгою Срібною, яка також виконувала пісні на його вірші. Нинішня дружина поета та барда Олександра Карпенка – художник Олена Краснощекова. У Олександра - троє дітей: Софія (1991 р.н.), Святослав (1992 р.н.) та Поліна (1996 р.н.) нар.).
Вірш Олександра Карпенка «Собор Василя Блаженного» входить до програми шкільних підручників РФ.

### Літературні премії
Лауреат літературних премій журналів «Нева» (2018 рік), «Діти Ра» (2014 та 2015 роки). «Зінзівер» (2012, 2013, 2015 та 2017 роки).
У 2016 році Олександр Карпенко був удостоєний Срібної медалі Євразійського літературного фестивалю фестивалів «ЛіФФт» .

## Відгуки
З поетів, які писали про Афганістан, я зміцнив те ж саме ім'я - поет Карпенко, з шрами обличчя, жорстким і піднесеним автором вірша "Поговоріть зі мною, травою".
— Олександр Проханов

Сашо, у вас є так багато поетичних перлів! І маяки срібного століття в абсолютно сучасних віршах є чарівність. І, присутній Бог у віршах створює колишній через "синю воду Гераклітов". Будь і писати!
— Елла Крилова

Тільки людина, яка пройшла через цю жахливу війну, щиро любив свою батьківщину, міг написати такі дивовижні стрічки: "Російська Земля! Рідна Земля! Дай мені силу, щоб встати... обійми мені листям, зціли мене травою. Дай мені життя. Дайте мені одну смерть. Дай мені мовчання..."
— Игорь Тальков

Саша Карпенко, на мій погляд, дуже талановита людина. Я зустрів його випадково в літературному кафе. Про нього потім знімав фільм. Обпалена людина з обпаленим чилем, він підірвався у бронетранспортері. Кілька років, проведених у лікарнях. Було майже ніякої надії... І тоді, після зустрічі, я бачив у «Комсомольській правді» його вірш "Повернення". Не написати пісню на них просто не міг. Вперше я показав її на зустрічі з інтернаціоналістичними воїнами. Ніби вийшло. Але все це завдяки Саші.
— Володимир Мигуля

Як чудово глибоко і ємно сказав про наше життя Саша Карпенко: «Придбання - перевертні втрат».
— Андрій Ростоцький

Який чистий хлопчик! Подумати тільки, після Афгану!
— Валентин Гафт

Саша Карпенко, що займався у мене в семінарі, значно виріс як поет в порівнянні з Літінститутом. "Я граю на невероялі" - це вже вірші абсолютно іншого рівня.
— Ігор Волгін

## Дискографія
1. Чекати та жити
2. Саламандри не горять у вогні
3. Дві Правди (музика Андрія Кириллова)
4. Очищення вогнем

## Пісні
- Валерий Бурков "Поговори со мной, трава" (Александр Карпенко) [Архівовано 30 січня 2020 у Wayback Machine.]
- Ирина Шведова "Адриенна Лекуврер" (Александр Карпенко) [Архівовано 13 лютого 2022 у Wayback Machine.]

## Критика
- Владимир Коркунов Рецензия на книгу Александра Карпенко "Сквозь пространство" (статья написана под псевдонимом Евгений Мелешин). Литературные известия № 06 (122), 2015 [Архівовано 13 лютого 2022 у Wayback Machine.]
- Станислав Айдинян "Их повенчали купола..." Рецензия на книгу Александра Карпенко "Сквозь пространство" [Архівовано 7 травня 2021 у Wayback Machine.]
- Эльдар Ахадов "Ветер ран". [Архівовано 27 березня 2020 у Wayback Machine.] Эльдар Ахадов об одноимённой книге Александра Карпенко [Архівовано 27 березня 2020 у Wayback Machine.]

## На телебаченні
Олександр Карпенко неодноразово брав участь у телепрограмі «Взгляд» Олександра Любимова та Владислава Листьєва. Зберігся щонайменше один такий запис, оцифрований з Бетакама .